# Эмилиан (префект Константинополя)
Эмилиан (лат. Aemilianus) — восточноримский политический деятель первой четверти V века.
В 405 году Эмилиан занимал должность магистра оффиций при восточноримском императоре Аркадии. В 406 году он находился на посту префекта Константинополя. Будучи префектом, Эмилиан сопровождал мощи пророка Самуила в Константинополь. К нему адресовано несколько законов из Кодекса Феодосия.